# Perrissona Gappit
Perrissona Gappit (également connue sous le nom de Perrussone) est une femme jugée et brûlée pour sorcellerie en 1465 en Suisse.

## Contexte
Les procès de sorcières étaient encore rares au XVe siècle lorsque le concept de sorcellerie diabolique a commencé à émerger. L'étude de quatre chroniques concernant des événements en Valais, dans les Alpes bernoises et dans la région voisine du Dauphiné a permis de montrer que certaines idées concernant la sorcellerie se sont implantées dans la région dans les années 1430, pour représenter la sorcellerie comme une alliance avec le diable qui saperait et menacerait le fondement chrétien de la société.

## Historiographie
Le cas de Perrissona Gappit a été étudié pour la première fois en 1909. Il a fait l'objet de plusieurs écrits académiques qui ont analysé différents aspects du procès. Une étude de 1976 a établi que les accusations s'étaient modifiées au milieu du procès, passant d'allégations de l'usage de sorcellerie à celui de sorcellerie diabolique. Une autre étude publiée en 1989 a cherché à établir des détails sur les antécédents de l'accusée. Les études se sont également penchées sur la situation politique instable à Châtel dans les années 1460 en lien avec l'affaire,.

## Procès et exécution
L'affaire, jugée dans la région de Fribourg, en Suisse, est connue pour l'exhaustivité du dossier conservé à travers les âges. Son procès est instruit par le notaire Claude Burritaz en 1465. Les premiers comptes rendus des séances ont été enregistrés par Jean Colomb, un notaire local, mais comme l'affaire n'avance pas, faute du manque d'expérience probable du vice-inquisiteur, on appelle des experts à la rescousse. Claude Burritaz est envoyé en 1465 sur mandat du vicaire général de l’évêque de Lausanne avec un vice inquisiteur à Châtel-Saint-Denis, en tant que commissaire. Le procès est mené à terme grâce à l'aide d'un autre inquisiteur, Jean Brunet. C'est Claude Burritaz qui finit par arracher des aveux à Perrissone, en employant la torture.
Les procès pour sorcellerie dans ce que Kieckhefer appelle la « tradition populaire » se limitaient aux accusations de sorcellerie, la fréquentation du diable n'étant habituellement pas un élément dans les accusations portant sur le fait de jeter un mauvais sort aux animaux ou de provoquer le mauvais temps. Perrissona est accusée par deux témoins d'avoir tenté de kidnapper un bébé, d'avoir causé la mort de l'enfant en usant de magie et d'avoir préparé de la nourriture qui a rendu d'autres personnes malades. Elle a nié les allégations jusqu'à ce que le vicaire inquisiteur soit impliqué. L'inquisiteur s'est tout particulièrement intéressé à relever l'élément diabolique des crimes. Selon Kieckhefer, la présence du rôle du diable dans ce types d'accusations était concomitante avec un grand niveau d'érudition des juges.
Sous la pression des nouveaux interrogatoires menées par l'inquisiteur, Perrissona a finalement avoué avoir rencontré le diable et mangé la chair d'un enfant lors d'une assemblée diabolique, même si le témoin n'avait pas fait une telle allégation. Certains des aveux de Perrisona ont été extorqués sous la torture.
À la suite du procès, Perrissona est condamnée à mort et brûlée en public.